# Sven Landberg
Sven Axel Richard Landberg (Stoccolma, 6 dicembre 1888 – Stoccolma, 11 aprile 1962) è stato un ginnasta svedese.

## Palmarès

### Olimpiadi
- Oro a Londra 1908 nel concorso a squadre.
- Oro a Stoccolma 1912 nel concorso svedese a squadre.